# Берёза кривая

Берёза кривая (лат. Betula procurva) — вид растений рода Берёза (Betula) семейства Берёзовые (Betulaceae).

## Распространение и экология
В природе ареал вида охватывает Памиро-Алай.
Произрастает по долинам горных рек.

## Ботаническое описание
Дерево средней величины с ветвистым, изогнутым стволом и желтоватой или оранжево-жёлтой корой. Молодые ветви слегка опушённые, со смолистыми желёзками.
Листья ромбовидно-яйцевидные, длиной 6,5 см, шириной 3,5 см, острые или слегка заострённые, с клиновидным или широко-клиновидным основанием, у основания цельнокрайные, дальше по краю крупно-неправильно-зубчатые, на голых черешках длиной 1—1,5 см.
Пестичные серёжки цилиндрические, длиной 2,8 см, диаметром 1 см, на густо опушённой, прямой или отклоненной ножке длиной 1—1,5 см прицветные чешуйки длиной 5 мм, по краю слегка ресничатые, с коротко-клиновидным основанием; средняя лопасть чешуи языковидная, почти одинаковой длины с боковыми, округлыми, отклоненными в стороны.
Орешек длиной 2,5 мм, яйцевидный. Крылья по ширине почти равны орешку и немного выдаются над ним сверху.

## Таксономия
Вид Берёза кривая входит в род Берёза (Betula) подсемейства Берёзовые (Betuloideae) семейства Берёзовые (Betulaceae) порядка Букоцветные (Fagales).
|  |                                      |  |                                                             |                                                             |                     |  | ещё 7 семейств (согласно Системе APG II) | ещё 7 семейств (согласно Системе APG II)                   |                                                            |  |  |  | ещё 1—2 рода        | ещё 1—2 рода      |  |  |
|  |                                      |  |                                                             |                                                             |                     |  | ещё 7 семейств (согласно Системе APG II) | ещё 7 семейств (согласно Системе APG II)                   |                                                            |  |  |  | ещё 1—2 рода        | ещё 1—2 рода      |  |  |
|  |                                      |  |                                                             | порядок Букоцветные                                         |                     |  |                                          |                                                            | подсемейство Берёзовые                                     |  |  |  |                     | вид Берёза кривая |  |  |
|  |                                      |  |                                                             | порядок Букоцветные                                         |                     |  |                                          |                                                            | подсемейство Берёзовые                                     |  |  |  |                     | вид Берёза кривая |  |  |
|  | отдел Цветковые, или Покрытосеменные |  |                                                             |                                                             | семейство Берёзовые |  |                                          |                                                            | род Берёза                                                 |  |  |  |                     |                   |  |  |
|  | отдел Цветковые, или Покрытосеменные |  |                                                             |                                                             |                     |  |                                          |                                                            |                                                            |  |  |  |                     |                   |  |  |
|  |                                      |  | ещё 44 порядка цветковых растений (согласно Системе APG II) | ещё 44 порядка цветковых растений (согласно Системе APG II) |                     |  |                                          | ещё одно подсемейство, Лещиновые (согласно Системе APG II) | ещё одно подсемейство, Лещиновые (согласно Системе APG II) |  |  |  | ещё более 110 видов |                   |  |  |
|  |                                      |  |                                                             | ещё 44 порядка цветковых растений (согласно Системе APG II) |                     |  |                                          |                                                            | ещё одно подсемейство, Лещиновые (согласно Системе APG II) |  |  |  |                     |                   |  |  |